# Scotopteryx coelinaria
Scotopteryx coelinaria là một loài bướm đêm trong họ Geometridae.